# Ugo Capeto
Ugo Capeto (in francese Hugues Capet; Dourdan, 940/941 circa – Prasville, 24 ottobre 996) duca dei Franchi, conte di Parigi e marchese di Neustria demarcus, poi re di Francia, incoronato a Noyon nel 987, fino alla sua morte.

Con il suo regno ebbe inizio il casato dei Capetingi, il quale, comprendendo anche i rami cadetti dei Valois e dei Borbone, regnò sul trono francese fino al XIX secolo: infatti tutti i sovrani di Francia suoi successori, esclusi i Bonaparte, erano suoi discendenti diretti in linea maschile. Ancora oggi i re di Spagna e i granduchi di Lussemburgo sono suoi discendenti per linea maschile.

## Origine
Ugo Capeto era il figlio maschio maggiore del duca dei Franchi e conte di Parigi Ugo il Grande e di Edvige di Sassonia. I suoi nonni paterni erano il marchese di Neustria e re di Francia Roberto I e Beatrice di Vermandois, quelli materni il re di Germania Enrico I l'Uccellatore e Matilde di Ringelheim. Suo zio era il re di Germania e imperatore del Sacro Romano Impero Ottone I. Fu quindi l'erede dei potenti Robertingi, la linea dinastica in competizione per il potere con le grandi famiglie aristocratiche di Francia tra il IX e l'XI secolo.
Interessante notare come Ugo Capeto fosse un discendente di Carlo Magno sia da parte del ramo paterno (sua nonna, Beatrice di Vermandois discendeva dal ramo carolingio di Pipino d'Italia) sia dal ramo materno (Edvige era discendente dal ramo di Ludovico il Pio).

## Biografia

### L'eredità
Alla morte del padre, il 16 giugno 956, il giovane Ugo ereditò il titolo di conte d'Orléans e di abate nelle abbazie di Saint-Denis, di Marmoutier e di Saint-Germain-des-Prés e il titolo di duca d'Aquitania, mentre per i restanti titoli e domini venne in dissidio con il fratello Oddone.
Nel 960 il re Lotario IV, suo cugino da parte di madre, gli concesse anche i titoli, già avuti da Ugo il Grande, di duca dei Franchi e marchese di Neustria e lo confermò anche nel titolo di duca d'Aquitania; Ugo divenne così uno dei più potenti nobili di quel tempo; mentre il fratello secondogenito, Oddone, fu ufficialmente investito del titolo di duca di Borgogna e conte di Auxerre. Oddone morì nel 965, lasciando il titolo di duca di Borgogna al fratello, Enrico Ottone il Grande.

### Il marchese di Neustria
In quel periodo il marchese di Neustria, pur essendo rispettato dai suoi vassalli, vedeva molto ridotta la sua autorità diretta sui vari feudi, con l'eccezione della contea d'Angiò; vari feudatari come i conti di Blois, i duchi di Normandia e altri si rivolgevano direttamente al re e non al loro signore, il marchese di Neustria. Ugo in un primo tempo fu fedele al re dei Franchi Occidentali, Lotario; poi però fu conquistato alla causa imperiale, si alleò con l'imperatore Ottone I, suo zio, e dopo la morte di questi, nel 983, con il cugino Ottone II, che nel 984 riuscì a respingere l'attacco di Lotario in Lorena, anche grazie ai problemi che Ugo unitamente ad Adalberone, arcivescovo di Reims, creò al re dei Franchi Occidentali.
All'assemblea annuale, tenutasi nel febbraio 986 a Compiègne, Adalberone fu convocato con l'accusa di tradimento; Ugo, per contrastare il re Lotario suo cugino, riunì un esercito e disperse l'assemblea. Il 2 marzo 986 Lotario morì improvvisamente, molto probabilmente per un colpo di freddo; gli successe, senza incontrare opposizioni, il figlio Luigi come Luigi V, che seguendo la politica paterna aveva riconvocato Adalberone davanti a un'assemblea che si sarebbe dovuta tenere, sempre a Compiègne, nel 987. Ma, per una caduta da cavallo, Luigi morì senza discendenti tra il 21 e il 22 maggio 987.
Carlo, duca della Bassa Lorena e fratello di Lotario, avanzò pretese per la successione al trono, ma il clero - inclusi l'arcivescovo di Reims Adalberone e Gerberto di Aurillac (più tardi divenuto papa con il nome di Silvestro II) - favorì la successione al trono di Ugo Capeto. Carlo con il suo comportamento si era reso non degno a salire al trono.
L'assemblea convocata da Luigi V si tenne sotto la presidenza di Ugo Capeto e le accuse contro Adalberone caddero in quanto infondate; fu decisa una nuova riunione a Senlis per eleggere il nuovo re. Adalberone attaccò Carlo, perché al servizio di un re straniero e perché aveva sposato una donna di rango inferiore, che non poteva quindi diventare regina, mentre il duca dei franchi Ugo era senz'altro più adatto a ricoprire la carica di re. Ugo venne proclamato e incoronato re di Francia a Noyon il 3 luglio 987. Con l'incoronazione di Ugo Capeto a re di Francia l'autorità del marchesato di Neustria era stata assorbita dal potere reale, per cui il titolo scomparve.

### Regno e morte
In quello stesso anno, il 30 dicembre, Ugo Capeto fece incoronare come suo successore il figlio Roberto II. Questa mossa era stata compiuta per prevenire eventuali cambi di dinastia e contestazioni, come già era successo in precedenza, per esempio tra Lotario e Luigi V. Nel maggio 988 Carlo aveva attaccato e conquistato Laon.
Allora Ugo e Roberto assediarono la città, ma, con una sortita, Carlo incendiò il campo reale e le macchine d'assedio, allora il re dovette ritirarsi e Carlo avanzò sino a Reims, dove Adalberone il 23 gennaio 989, morì. Ugo, per ingraziarsi la parte carolingia, nominò come nuovo arcivescovo, Arnolfo, figlio illegittimo di Lotario, quindi nipote di Carlo, ma appena insediato, nel marzo-aprile del 989, Arnolfo passò dalla parte di Carlo e gli aprì le porte della città. Furono tentati degli approcci diplomatici, senza successo e con la forza nessuno dei due contendenti riusciva a prevalere. La situazione di stallo fu risolta dopo circa due anni, nel marzo del 991: il vescovo di Laon, Adalberone detto Asselino, che favorevole ai capetingi dichiarò di passare nel campo carolingio e invitò Carlo e Arnolfo a Laon, dove, nella torre della città, dopo avere pranzato, giurò fedeltà a Carlo.
Ma, nella notte fece arrestare e imprigionare i carolingi. Carlo di Lorena fu segregato a Orléans, dove morì l'anno dopo, mentre il nipote, Arnolfo dovette rinunciare a tutti i benefici e al titolo di arcivescovo di Reims. Ugo in accordo con i papi, Giovanni XV e poi Gregorio V si oppose al matrimonio del figlio, Roberto con Berta di Borgogna, dal marzo del 996, vedova del conte Oddone I di Blois, in quanto erano cugini di terzo grado. Ugo Capeto, ammalatosi di vaiolo, morì nel 996, il 24 ottobre, forse a Prasville (Eure-et-Loir). Gli successe il figlio Roberto.

## Il contesto e il significato del suo regno
La fine del IX secolo vide l'inizio della rivoluzione economica e sociale che avrebbe raggiunto il proprio apogeo verso il 1100. I progressi dell'agricoltura, l'adozione del dissodamento dei campi e l'aumento della capacità dei cambi determinata dall'introduzione del denaro d'argento dai primi Carolingi portarono alla comparsa di una ripresa economica ancora timida ma reale. Allo stesso tempo, la fine delle invasioni e la continuazione delle guerre personali portano alla costruzione di primi castelli privati nei quali, all'occorrenza, potevano trovare rifugio i contadini. Parallelamente, la nuova élite guerriera, i cavalieri, entrò in competizione con l'antica aristocrazia terriera carolingia. Allo scopo di canalizzare questi nuovi venuti e per assicurare la protezione dei loro beni, l'aristocrazia e la Chiesa sostennero e sfruttarono il movimento della pace di Dio. È in questo contesto che Ugo Capeto poté instaurare la dinastia capetingia.
Egli beneficiò subito dell'opera politica del padre che giunse a contenere le ambizioni di Erberto II di Vermandois, poi a neutralizzarne la linea dinastica. Tuttavia, questo non poteva essere realizzato se non con l'aiuto dei Carolingi, anche se totalmente esclusi dalla corsa alla corona dopo la deposizione di Carlo il Semplice. Nel 960 Ugo Capeto ereditò il titolo di duca dei Franchi ottenuto dal padre in cambio della concessione della corona a Luigi IV d'Oltremare. Ma, prima di arrivare al potere, egli dovette liberarsi della tutela degli Ottoni e eliminare gli ultimi Carolingi. È con il sostegno della Chiesa, e in particolare del vescovo Adalberone di Laon e di Gerberto d'Aurillac, entrambi vicini alla corona imperiale degli Ottoni, che venne alla fine eletto e consacrato re dei Franchi nel 987.
La relativa debolezza di Ugo Capeto è paradossalmente un asso nella manica per la sua elezione da parte delle altre grandi famiglie con il sostegno degli Ottoni, perché apparve poco minaccioso agli occhi dei grandi vassalli e per le ambizioni imperiali. Tuttavia, se effettivamente il nuovo re non arrivò a sottomettere i suoi vassalli indisciplinati, il suo regno vide una modificazione della concezione del regno e del re. Così Ugo Capeto riallacciò i rapporti con la Chiesa circondandosi sistematicamente dei principali vescovi e riavvicinandosi all'aristocrazia alleandosi con i grandi principi territoriali (il duca di Normandia o il conte d'Angiò), il che gli permise di rafforzare il suo trono.
La storia del primo re dei Capetingi ci è pervenuta grazia alle cronache del monaco letterato Richerio di Reims. La Francia occidentalis si trovò definitivamente separata dall'impero e il primo Capetingio, come i suoi successori, impegnò tutta la propria energia per creare una dinastia continua consolidando il suo potere sui propri domini e coinvolgendo il proprio figlio Roberto il Pio il giorno di Natale dell'anno 987. La corona venne effettivamente trasmessa al figlio alla sua morte avvenuta nel 996. La dinastia capetingia che egli fondò durò più di otto secoli dando vita a delle linee dinastiche di sovrani in Spagna, in Portogallo e in Brasile.

## Citazioni
Dante colloca Ugo Capeto (chiamandolo Ugo Ciappetta) nel XX canto del Purgatorio, tra gli avari del V girone. Il poeta compie in verità alcuni errori storici di attribuzione (lo confonde per esempio in un punto con il padre, Ugo il Grande), ma ne ricorda il ruolo di capostipite della dinastia dei re di Francia: "Chiamato fui di là Ugo Ciappetta; di me son nati i Filippi e i Luigi per cui novellamente è Francia retta." (Purg. XX, 49-51). Il centro dell'episodio è, infatti non il peccato personale del capostipite ma la cupidigia della dinastia e soprattutto degli ultimi discendenti.

## Matrimonio e discendenza
Ugo aveva sposato Adelaide d'Aquitania, figlia di Guglielmo III di Aquitania e di Gerloc (917-962, ribattezzata Adele) di Normandia, figlia del duca di Normandia, Rollone (870-927) e avevano avuto quattro figli:
- Edvige (970 circa - dopo il 1013), moglie del conte di Hainaut, Reginardo IV di Mons;
- Gisèle (971 circa - 1002), moglie di Ugo I di Ponthieu;
- Roberto (972 - 1031), futuro Roberto II, che fu re di Francia associato a suo padre prima della morte di quest'ultimo;

Domini e vassalli di Ugo Capeto

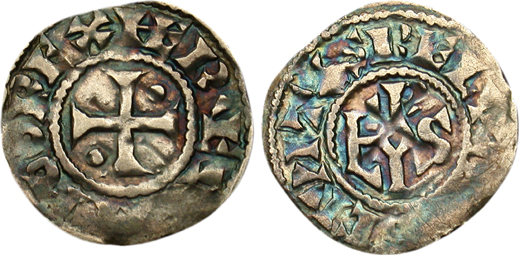
Denier di Ugo Capeto per Beauvais

## Ascendenza
|                        |                      |                              | Genitori                |  |  | Nonni |  |  | Bisnonni         |  |  | Trisnonni   |  |
|                        |                      |                              |                         |  |  |       |  |  | Roberto il Forte |  |  | si veda qui |  |
|                        |                      |                              |                         |  |  |       |  |  | Roberto il Forte |  |  | si veda qui |  |
|                        |                      | ?                            |                         |  |  |       |  |  | Roberto il Forte |  |  |             |  |
| Roberto I di Francia   |                      |                              |                         |  |  |       |  |  | Roberto il Forte |  |  |             |  |
|                        |                      | Adelaide d'Alsazia           | Ugo di Tours            |  |  |       |  |  |                  |  |  |             |  |
|                        |                      | Adelaide d'Alsazia           | Ugo di Tours            |  |  |       |  |  |                  |  |  |             |  |
|                        |                      | Adelaide d'Alsazia           | Ava? o Bava?            |  |  |       |  |  |                  |  |  |             |  |
| Ugo il Grande          |                      | Adelaide d'Alsazia           |                         |  |  |       |  |  |                  |  |  |             |  |
|                        |                      | Erberto I di Vermandois      | Pipino I di Vermandois  |  |  |       |  |  |                  |  |  |             |  |
|                        |                      | Erberto I di Vermandois      | Pipino I di Vermandois  |  |  |       |  |  |                  |  |  |             |  |
|                        |                      | Erberto I di Vermandois      | ?                       |  |  |       |  |  |                  |  |  |             |  |
| Beatrice di Vermandois |                      | Erberto I di Vermandois      |                         |  |  |       |  |  |                  |  |  |             |  |
|                        |                      | Liutgarda o Berta de Morvois | ?                       |  |  |       |  |  |                  |  |  |             |  |
|                        |                      | Liutgarda o Berta de Morvois | ?                       |  |  |       |  |  |                  |  |  |             |  |
|                        |                      | Liutgarda o Berta de Morvois | ?                       |  |  |       |  |  |                  |  |  |             |  |
| Ugo Capeto             |                      | Liutgarda o Berta de Morvois |                         |  |  |       |  |  |                  |  |  |             |  |
|                        | Ottone I di Sassonia | Liudolfo di Sassonia         |                         |  |  |       |  |  |                  |  |  |             |  |
|                        | Ottone I di Sassonia | Liudolfo di Sassonia         |                         |  |  |       |  |  |                  |  |  |             |  |
|                        | Ottone I di Sassonia | Oda di Billung               |                         |  |  |       |  |  |                  |  |  |             |  |
| Enrico I di Sassonia   | Ottone I di Sassonia |                              |                         |  |  |       |  |  |                  |  |  |             |  |
|                        |                      | Edvige di Babenberg          | Enrico di Franconia     |  |  |       |  |  |                  |  |  |             |  |
|                        |                      | Edvige di Babenberg          | Enrico di Franconia     |  |  |       |  |  |                  |  |  |             |  |
|                        |                      | Edvige di Babenberg          | Ingeltrude              |  |  |       |  |  |                  |  |  |             |  |
| Edvige di Sassonia     |                      | Edvige di Babenberg          |                         |  |  |       |  |  |                  |  |  |             |  |
|                        |                      | Teodorico di Ringelheim      | Reginhart di Ringelheim |  |  |       |  |  |                  |  |  |             |  |
|                        |                      | Teodorico di Ringelheim      | Reginhart di Ringelheim |  |  |       |  |  |                  |  |  |             |  |
|                        |                      | Teodorico di Ringelheim      | Matilda                 |  |  |       |  |  |                  |  |  |             |  |
| Matilde di Ringelheim  |                      | Teodorico di Ringelheim      |                         |  |  |       |  |  |                  |  |  |             |  |
|                        |                      | Reinilde di Godefrid         | ?                       |  |  |       |  |  |                  |  |  |             |  |
|                        |                      | Reinilde di Godefrid         | ?                       |  |  |       |  |  |                  |  |  |             |  |
|                        |                      | Reinilde di Godefrid         | ?                       |  |  |       |  |  |                  |  |  |             |  |
|                        |                      | Reinilde di Godefrid         |                         |  |  |       |  |  |                  |  |  |             |  |